# Víctor Manuel Rendón
Víctor Manuel Rendón Pérez (Guayaquil, 5 de diciembre de 1859 – Guayaquil, 9 de octubre de 1940) también conocido como Víctor M. Rendón, fue un dramaturgo, novelista poeta, biógrafo, traductor, músico, médico, diplomático y político ecuatoriano. Rendón tuvo una destacada carrera como diplomático de casi tres décadas, ocupando cargos importantes como Cónsul General en París y Ministro Plenipotenciario en Francia y España. También representó a Ecuador en la Exposición Universal de Paris de 1900 y en la Segunda Conferencia Internacional de la Paz en La Haya. Su labor diplomática le valió reconocimientos como la Legión de Honor francesa. Simultáneamente, fue un autor prolífico, publicando más de cuarenta obras en español y francés, abarcando diversos géneros literarios. Su novela "Lorenzo Cilda" y sus obras teatrales, como "El Ausentismo", le valieron reconocimiento y premios. Por esta razón sería nominado al Premio Nobel de Literatura por la Academia Ecuatoriana de la Lengua. Además, tradujo obras de José Joaquín de Olmedo, promoviendo la literatura latinoamericana en Europa. Padre de una familia numerosa, uno de sus hijos fue el pintor Manuel Rendón Seminario, quien introduciría el constructivismo a América Latina.

## Biografía

### Primeros años
Víctor Manuel Rendón nació en Guayaquil, Ecuador, en 1859. Víctor Manuel Rendón nació en una familia ecuatoriana prominente, hijo de Manuel Eusebio Rendón Treviño, un terrateniente y figura pública, y Delfina Pérez Antepara, una pintora reconocida. La pérdida de varios hermanos debido a una epidemia llevó a la familia a mudarse a Francia, donde Víctor recibió una educación europea que moldeó su desarrollo intelectual y cultural. Su madre y tía materna, Carmen Pérez de Rodríguez Coello, influyeron en su pasión por la literatura y las artes desde temprana edad.
Su familia se trasladó a Francia cuando él era joven, donde recibió una educación distinguida que le abriría posteriormente muchas puertas. Terminó sus estudios con un doctorado en medicina de la Universidad de París en 1888 y además se uniría a la Legación diplomática de Guatemala. En 1882, publicó "Notes de Mon Carnet", y su desempeño en los hospitales franceses le valió una Medalla de Bronce. En paralelo desarrollaría su talento musical, y sus composiciones serían interpretadas en París, Bruselas y Biarritz. Su tesis doctoral, "Fièvres de surmenage", fue un trabajo pionero sobre el impacto de la tensión mental y física, y fue bien recibida en Ecuador. El tema fue tan novedoso que fue traducido y comentado en Ecuador por el Dr. Manuel María Casares.
Después de regresar a Guayaquil en 1889, Rendón ejerció la medicina durante dos años, ofreciendo consultas gratuitas a los necesitados y ganándose una reputación respetada. Sin embargo, su carrera médica fue breve, ya que pronto se dedicó a la diplomacia y la literatura, campos en los que dejó una huella duradera. La muerte de su padre en 1889 le causó una profunda tristeza, la cual fue mitigada por el apoyo espiritual y los consejos de Clemente Ballén. Además, fue uno de los ecuatorianos que firmó la esquela invitando a los funerales de Juan Montalvo pues había fallecido en París y se estaba pensando en repatriar sus restos a Ecuador.

### La diplomacia y la Exposición Universal de París

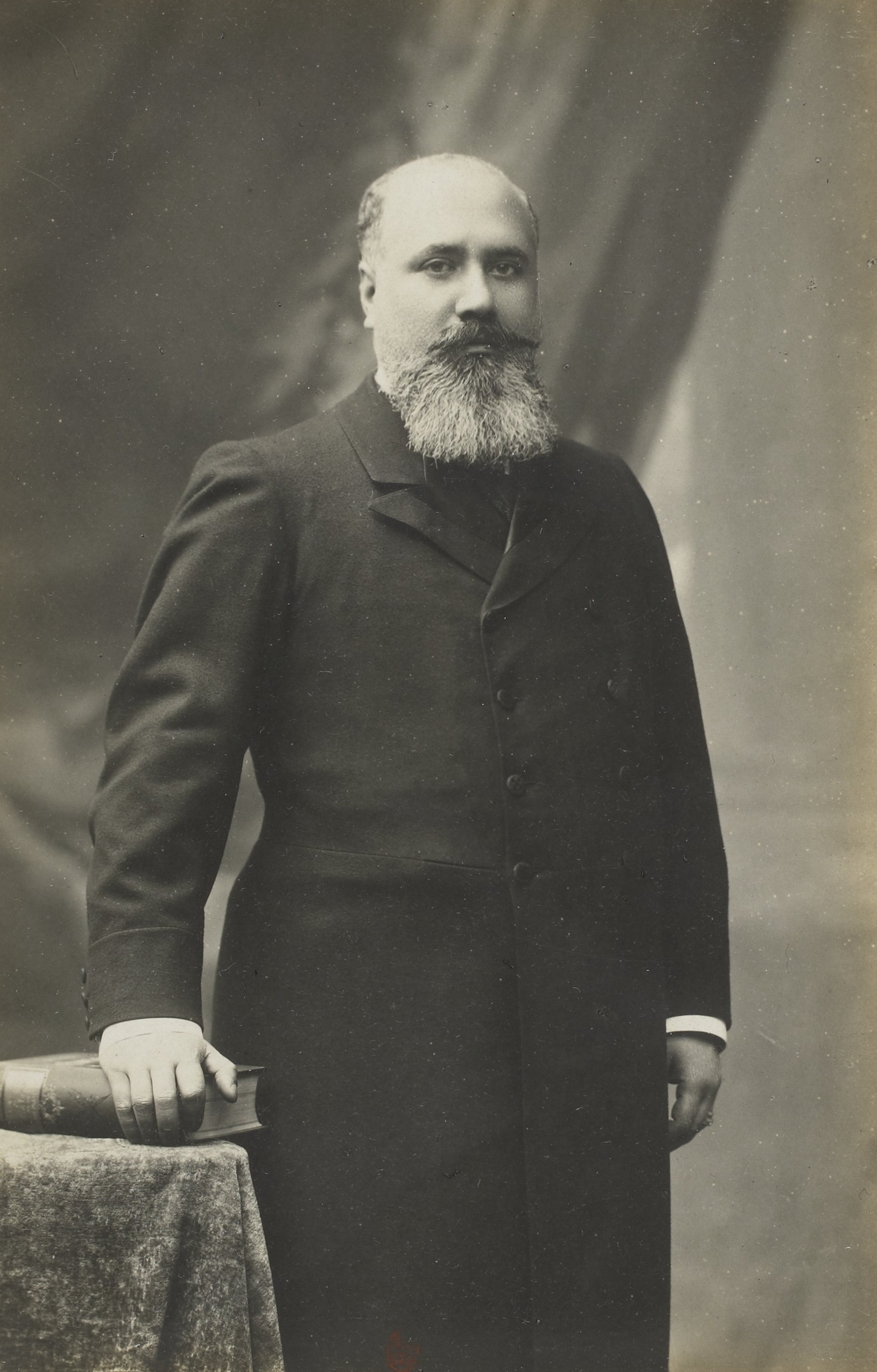
Víctor M. Rendón en la Exposición Universal de París en 1900. El traje de la ceremonia de incorporación lo conservó lo donó al Museo Municipal de Guayaquil, antes de su muerte.

Víctor Manuel Rendón tuvo una destacada carrera diplomática que abarcó casi tres décadas, durante las cuales ocupó cargos de gran relevancia. Inició su trayectoria en 1895 como Cónsul General en París, designado por el presidente ecuatoriano Eloy Alfaro. Durante estos años asistiría a la Exposición Universal de París, en el año de 1900, representando a Ecuador. Fruto de esta experiencia escribiría con folletos ilustrativos del stand que Ecuador tendría en dicho evento, de mucha importancia en la época.
Al respecto explicará Víctor M. Rendón la intención del presidente Eloy Alfaro de la participación del Ecuador en la Exposición:

El Jefe de Estado [Eloy Alfaro] comprendió que era necesario hacer ver en la capital del mundo civilizado que el Ecuador, aun en medio de las disensiones intestinas, adelanta con paso deliberado y seguro por el camino del progreso y que la reciente transformación política de la más joven de las Repúblicas Sudamericanas, que ha colocado en el poder al partido liberal, había dado un nuevo impulso favorable al desarrollo de su comercio y de sus industrias.
Víctor M. Rendón

La delegación ecuatoriana estaría representada, además de Rendón quien actuaba como Comisario General, por Julián Aspiazu quien fuera Comisario Suplente, y otras familias importantes como Caamaño, Aspiazu, Durán, Jijón, Morla.

### Vida familiar

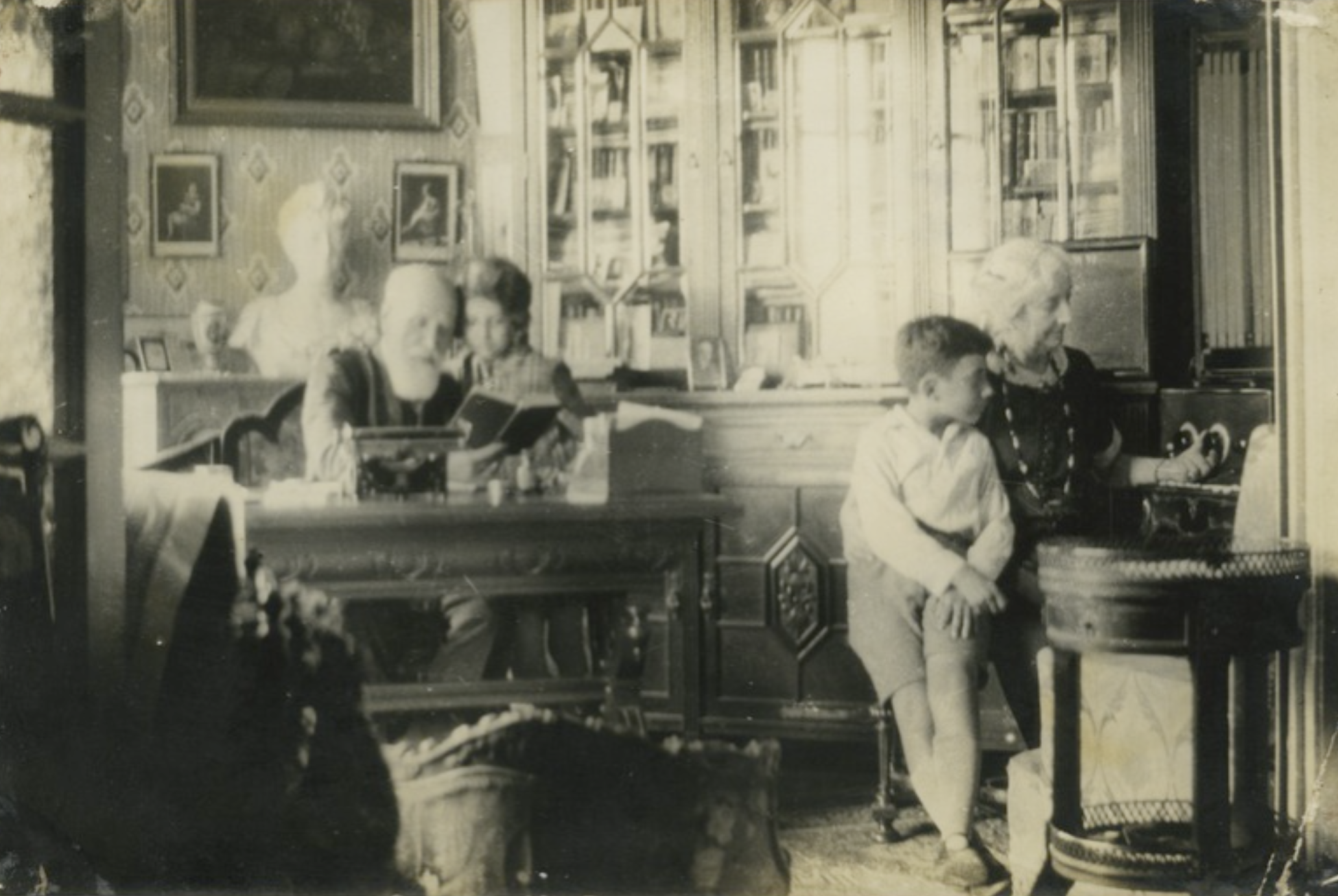
Victor Manuel Rendón y su familia

Víctor M. Rendón era un hombre culto y de buena posición social, ejercía su profesión de médico en Guayaquil, atendiendo a figuras prominentes como Baltazara Calderón de Rocafuerte y Augusto B. Leguía. Su vida social era activa, participando en el Club de la Unión y siendo concejal. Sin embargo, su vida dio un giro romántico al enamorarse de María Morla, una joven hija de un inglés y de una mulata ecuatoriana. Este amor se complicó cuando Rendón se vio obligado a cumplir su promesa de matrimonio con María Seminario Marticorena, una mujer de la alta sociedad. Este triángulo amoroso inspiró su novela "Lorenzo Cilda", escrita años después durante unas vacaciones en Suiza. En 1891, Rendón se casó con María Seminario Marticorena, con quien tuvo cinco hijos. Dos de sus hijos, Miguel y Manuel Rendón Seminario, destacaron en el ámbito artístico. Miguel se convirtió en escritor en Francia, mientras que Manuel introdujo el Movimiento Constructivista en Ecuador y América Latina, dejando un legado significativo en el arte latinoamericano. La esposa de Manuel, Paulette Everard Kiefer, también fue escritora. Además tuvo tres hijas, todas con el primer nombre igual: María Teresa, María Margarita y María Isabel. La primera se casaría y haría vida en Niza, Francia. La segunda se haría monja y Vice priora del convento del Sacre Cour en Montmatre, Francia. La tercera se uniría a la Orden de la Asunción para los enfermos, en Nimes, Francia.

### Carrera diplomática
Posteriormente, entre 1903 y 1914, ejerció como Ministro Plenipotenciario en Francia y España. Además, representó a Ecuador en la Segunda Conferencia Internacional de la Paz en La Haya en 1907 y fue nombrado miembro del Tribunal Permanente de Arbitraje Internacional. En 1914, supervisó la construcción de un monumento en Barcelona en honor a los héroes de la independencia ecuatoriana, un símbolo de su dedicación. Más allá de sus responsabilidades políticas y diplomáticas, Rendón influyó en la opinión internacional sobre asuntos latinoamericanos. Sus logros diplomáticos le valieron prestigiosos reconocimientos, como la Legión de Honor francesa, consolidando su reputación como uno de los diplomáticos más importantes de Ecuador. A pesar de sus frecuentes viajes a Europa debido a su carrera, Rendón mantuvo fuertes lazos con su herencia ecuatoriana, que inspiró su obra literaria. Rechazó dos nominaciones presidenciales para dedicarse a la literatura y la diplomacia.

### La literatura y la música

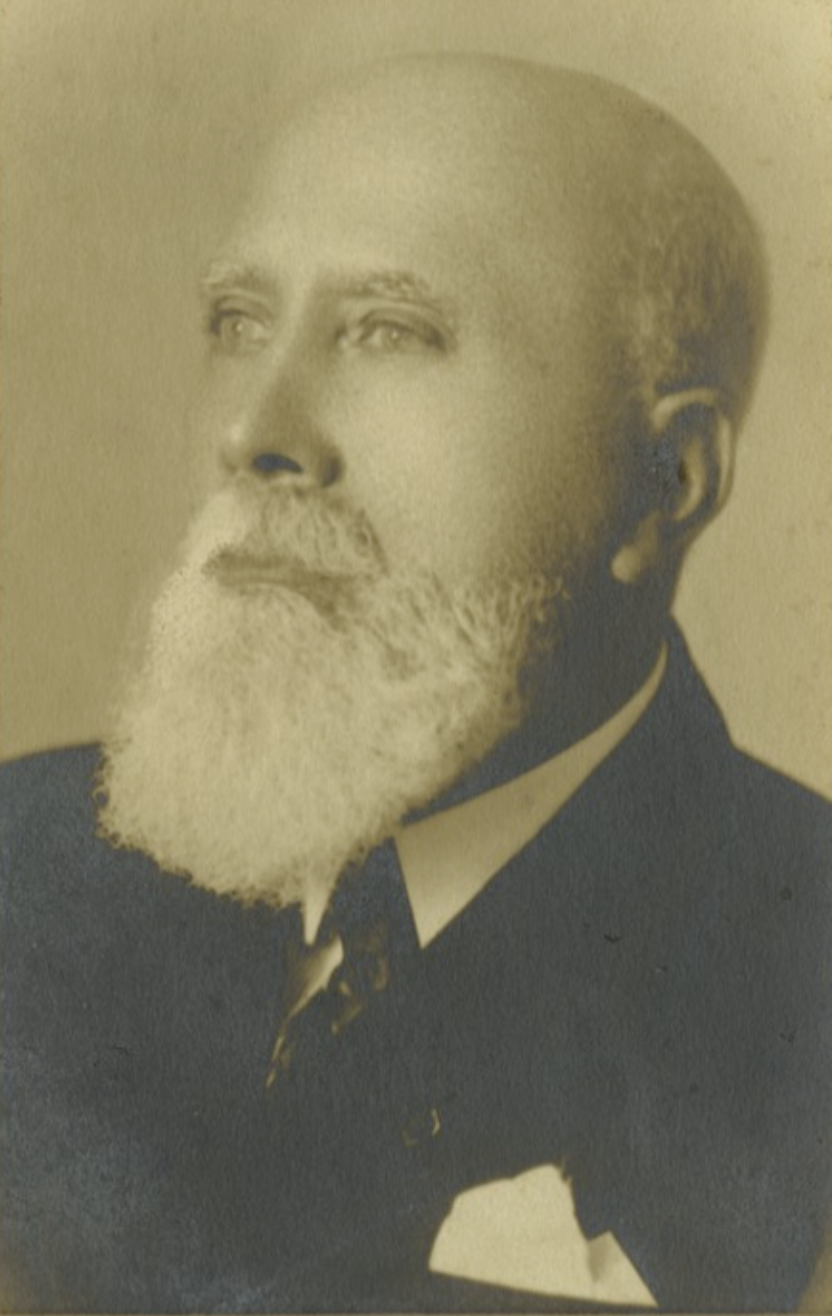
Retrato de Víctor Manuel Rendón, h. 1900

Víctor Manuel Rendón fue un autor prolífico, creando más de cuarenta obras en francés y español. En 1892, fue encargado de supervisar la edición de Los capítulos que se le olvidaron a Cervantes, de Montalvo.
Su escritura abarcó diversos géneros, incluyendo poesía, teatro, biografía y ficción. Su novela "Lorenzo Cilda" (1906), escrita originalmente en francés y luego traducida al español por el mismo Rendón, retrataba la cultura y los paisajes ecuatorianos, incorporando elementos autobiográficos y es un gran ejemplo de literatura romántica. Fue tanto el éxito que le valió su escrito que obtuvo una Medalla de Oro de la Académie Française en 1925 y su admisión a la Academia Ecuatoriana de la Lengua en 1921. Entre sus otras obras destacan "Héros des Andes" (1904), que traducido al español se llama "Héroes de los Andes".
En 1905, publicó "Flammes et Cendres", un poemario en francés con estética romántica. Ese mismo año, conmemorando el tricentenario del Quijote, ofreció una conferencia sobre Cervantes en la Universidad de Madrid. Además concluyó la traducción al francés de las poesías de Olmedo y escribió su biografía, "Olmedo homme d'état et poete americain, chantre de Bolívar", obra considerada un hito literario para la diplomacia ecuatoriana. A partir de 1908 empezaría a publicar sus primeros poemarios en español, entre los que destacan “Telefonemas” y “Telepatías”. En 1916, publicó en París una biografía de Clemente Ballén y "Ecos de amor y guerra". Después, presentó sus versos franceses "Le revenant", interpretados por sus hijas y sobrinos, que luego tradujo al español como "Cuadro Heróico". También estrenó las comedias "Madrinas de Guerra" y "Hoy, ayer y mañana", que tradujo al castellano en 1922. Su estilo literario, ligero y enfocado en teatro y poesía, reflejaba su naturaleza bondadosa y tímida, mostrando siempre optimismo y el lado positivo de la realidad. A esto le sigue un ensayo histórico para teatro; "Salus Populi" (1928), que también sería bien recibido. Además escribió un drama histórico sobre la ejecución del Dr. Santiago Viola en Guayaquil; y "Encantamientos Patrios" (1929), una compilación de poesía.
Sus obras teatrales, como "El Ausentismo" (1923), fueron representadas tanto en Ecuador como en el extranjero, destacando por su sátira de la vida de un cultivador de cacao guayaquileño en París. A esto se suma su obra "El milagro de San Antonio" que forma parte de los “Cuentos de Delfín de las Peñas”, impreso en la tipografía de la benemérita Sociedad Filantrópica del Guayas. En su tiempo libre, compuso mucha música, creando más de cien piezas populares en Guayaquil, incluyendo habaneras, polcas, mazurcas, valses, marchas y rigodones.

### Propuesta para modificar el Himno Nacional de Ecuador

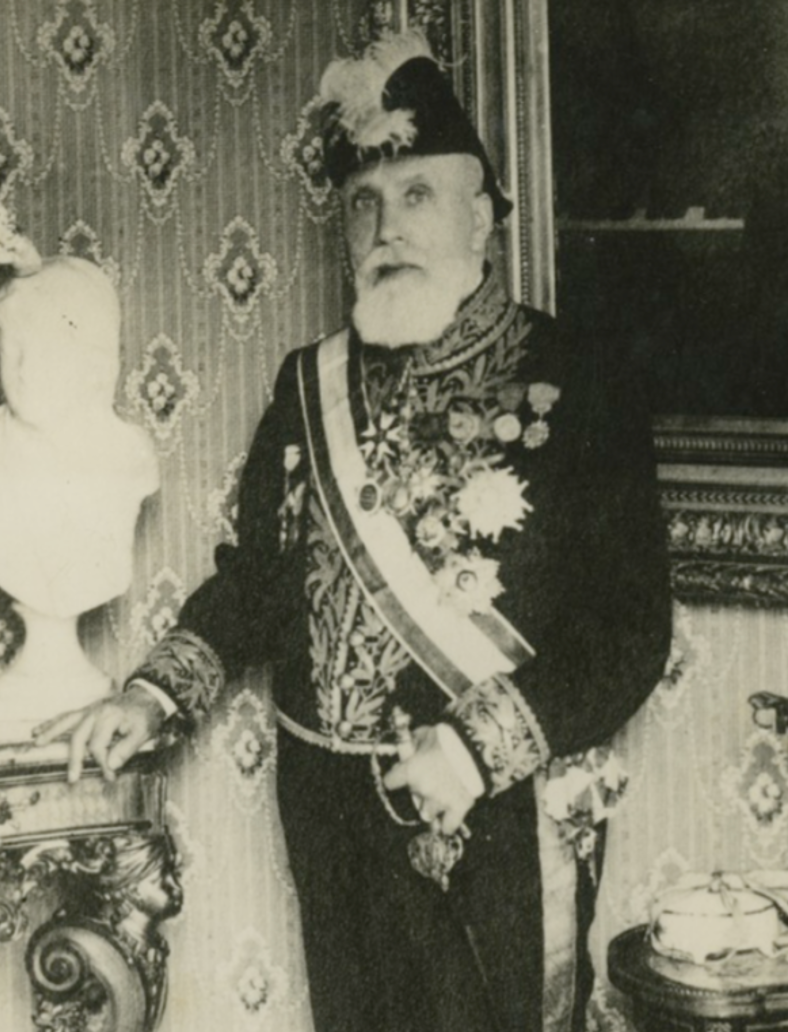
Víctor Manuel Rendón en 1934

Víctor Manuel Rendón se opuso a la letra del Himno Nacional del Ecuador, escrita por Juan León Mera, por considerarla ofensiva para España.  En 1913, propuso un nuevo himno con su propia letra adaptada a la música de Antonio Neumane. Además, gestionó ante el Congreso ecuatoriano para que solo se cantara el coro y una estrofa del himno, buscando evitar herir los sentimientos patrióticos españoles. En 1921, tras la muerte de su hermano Carlos, Rendón viajó por Ecuador, recibiendo homenajes y siendo admitido como miembro de la Academia Ecuatoriana de la Lengua. Rendón continuó sus esfuerzos para modificar el himno, presentando proyectos de decreto al Congreso para un concurso nacional de nueva letra y, posteriormente, reformas a la letra existente. Aunque contó con el apoyo de diputados y la Academia de la Lengua, sus proyectos no prosperaron y el himno permaneció sin cambios.
La propuesta de Víctor Manuel Rendón es la siguiente:

CORO
¡Salve, Oh, Patria, mil veces! ¡Oh, Patria, gloria a ti!
Ya se yergue en tu suelo
la alma Paz y, cumplido tu anhelo,
más que el sol hoy la vemos brillar.

ESTROFA
Hace un siglo el valor de tus hijos,
de tus héroes la esplendida hazaña,
en sublime y gloriosa campaña
logró darte por fin libertad;
desde entonces, ufana y activa,
a tu gloria abres campos más grande,
en la cumbre mirando del Ande

tu bandera, hermoso iris, flotar.
Propuesta de Himno Nacional de Ecuador

### Últimos años
Rendón fue un gran promotor cultural, que lo vinculó con las traducciones que realizó de la poesía de José Joaquín de Olmedo al francés buscando su difusión en Europa. Además escribió la biografía que complementaría la obra titulada "Olmedo, homme d'état et poète américain, chantre de Bolívar", presentando al público francés las contribuciones de Olmedo a la identidad ecuatoriana y latinoamericana. Además de Olmedo también quería difundir la literatura de Montalvo. Se caracterió siempre por su formación europea y arraigado en el siglo XIX, vivió al margen de las tendencias literarias ecuatorianas, prefiriendo el romanticismo a las vanguardias. A pesar de esto, dejó un legado significativo con trabajos biográficos y un estudio sobre escritores ecuatorianos del siglo XIX, mostrando su admiración por figuras como Olmedo y Llona. Su popularidad trascendió clases sociales, evidenciada por anécdotas que resaltan su cortesía y patriotismo. Además, fue un prolífico compositor de música popular y patriótica, incluyendo el "Himno al Trabajo". Queda constancia que rechazó en dos ocasiones la nominación presidencial. Cuando murió en 1940, dejó libros inconclusos como Juan Montalvo, El doctor José Recamier y Escritores ecuatorianos.

## Reconocimientos y premios

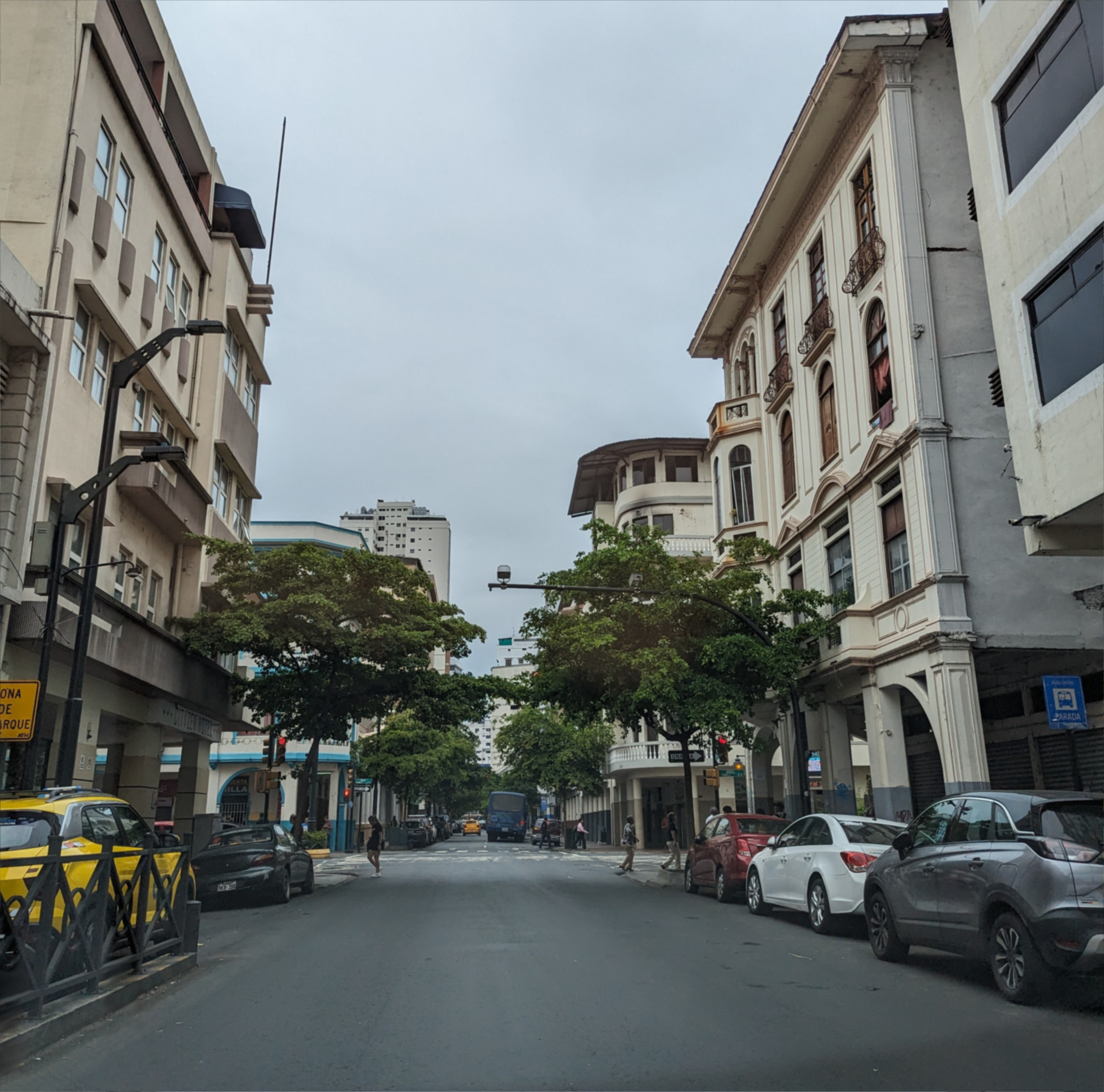
Calle Víctor Manuel Rendón en Guayaquil, Ecuador

Rendón fue reconocido tanto por sus logros literarios como diplomáticos ya que su trabajo es un reflejo importante de la vida intelectual ecuatoriana de principios del siglo XX, que tendió puentes entre los diálogos culturales europeos y latinoamericanos.
- En 1935, fue nominado al Premio Nobel de Literatura por la Academia Ecuatoriana de la Lengua.
- Recibió una Medalla de Oro de la Académie Française en 1925 por su novela "Lorenzo Cilda", destacando sus contribuciones literarias en Francia.
- Recibió la Gran Cruz de la Orden del Mérito de Ecuador
- Recibió la Medalla de la Lengua Francesa de Francia.
- Miembro correspondiente de la Real Academia Española
- Miembro de la Academia Ecuatoriana de la Lengua
- Miembro Honorario del Instituto de Lisboa
- Miembro Correspondiente del Instituto de Coimbra
- Académico de Mérito de la Academia Hispano-Americana de Ciencias y Artes de Cádiz
- Exvicepresidente Honorario de la Unión Iberoamericana
- Miembro Correspondiente de la Academia Nacional de la Historia en Caracas
- Miembro Correspondiente Honorario de la Real Sociedad Geográfica de Madrid
- Miembro Correspondiente de la Sociedad de Geografia de Lisboa
- Asociado de la Academia de Ciencias Pedagógicas de Madrid
- Miembro Honorario y Colaborador de la Sociedad Jurídico-Literaria de Quito[32]
- Miembro Activo del Comité «France-Amérique», París
- Miembro de Número de la Academia Diplomática Internacional de París

- Adherente a la Société des gens de lettres

- El municipio de Guayaquil lo conmemoró póstumamente nombrando una calle en su honor[33]

## Obras

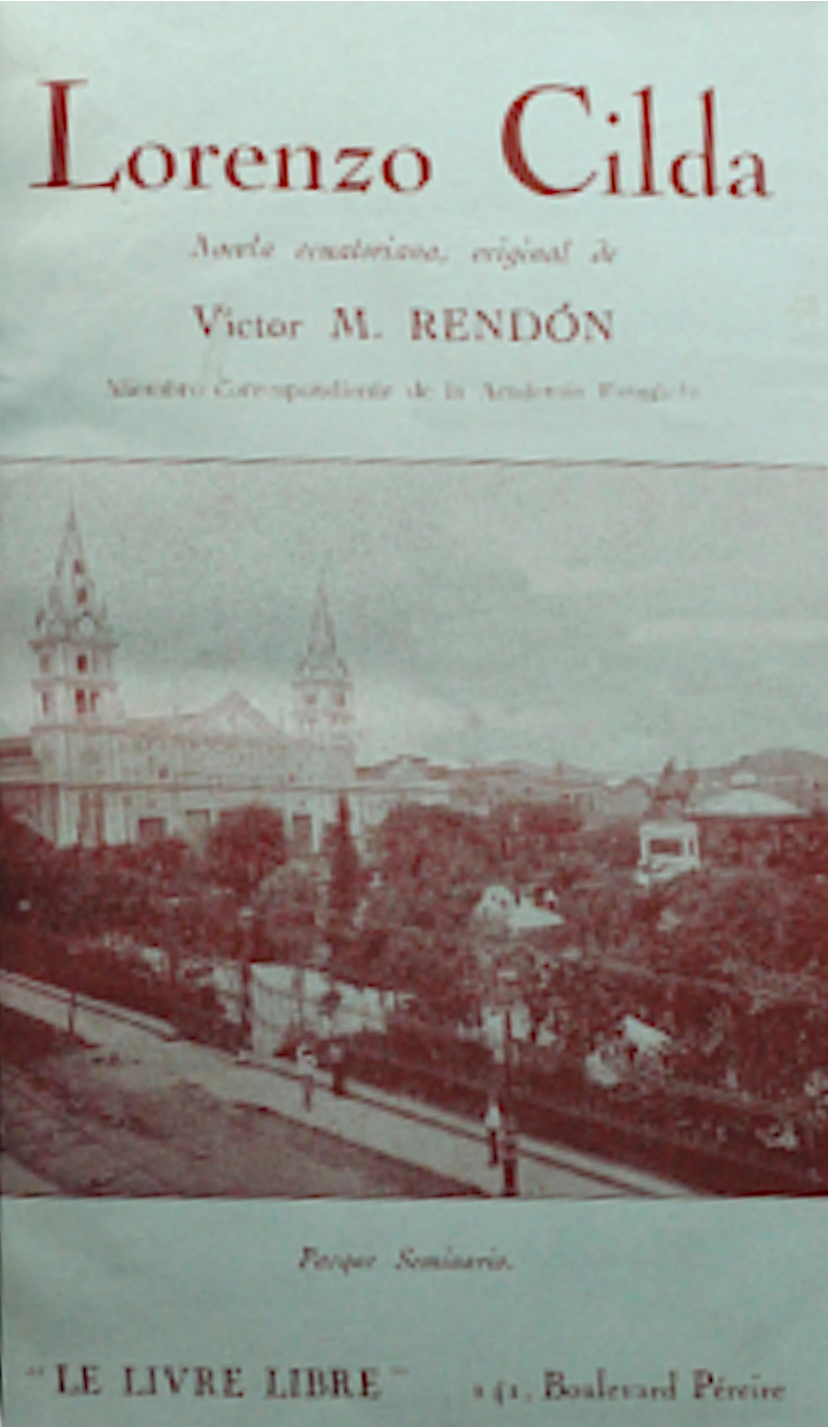
Lorenzo Cilda, novela de Victor Manuel Rendón

Su obra es abundante y se divide principalmente en dramas y poesía, aunque destacó en la novela también con Lorenzo Cilda. Fue un autor prolífico que dedicó gran parte de su vida a la literatura romántica.

### Teatro
- Hoy, ayer y manana, comedia un acto, en prosa (1928), 35 pp.
- Salus populi, drama histórico, un acto en prosa (1928)
- Las tres Victorias (1930)
- El Ausentismo, comedia ne tres actos y cuatro cuadros (1937), 94 pp.
- Periquin o la noche sabrosa, sainete en prosa (1937)
- Madrinas de guerra, comedia en un acto en prosa (1937)
- Con Victoria y Gloria Paz, sainete en prosa (1937)
- El matrimonio Eugénico, drama, dos actos en prosa (1937)
- Cuadro heroico, pieza dramática, un acto en verso(1937)
- Charito (1937)
- Almas hermosas (1937)
- El billete de loteria (1937)
- La caretilla (1937)
- En fuente florida, comedia, un acto en prosa (1937)

### Novelas
- Lorenzo Cilda (1906), 161 pp.

### Poesía
- Amada, poema en francés (1892)
- Héros des Andes (1904)
- Héroes des Andes, poemas en francés (1904)
- Flammes et Cendres (1905)
- Olmedo, homme d'etat et poete americain, chantre de Bolívar (1905)
- Telefonemas (1908), 263 pp.
- Telepatías (1908), 248 pp.
- La rosé, versión francesa de "La rosa del jardinero", (1913)
- La Columna de los Próceres del 9 de Octubre (1916), 52 pp.
- Le Revenant (1917)
- Edith Cavell, versión francesa del poema de Miguel Valverde (1919)
- Ecos de amor y guerra (1927), 124 pp.
- Rimes et Prose Desuetes, en francés (1928)
- Encantamientos patrios (1929), 207 pp.

### Cuentos
- Notes de mon carnet (1882)
- Cuentos del Delfín de las Peñas (1934)
- El milagro de San Antonio (1936)

### Ensayos e historia
- Notas de Mon Carnet, crónicas (1882)
- Documentos para la historia del Ecuador (1896)
- La República de Ecuador en la Exposición Universal de 1900
- Las frontière de la Republique de l'Equateur (1914)
- L'Equateur pendant la Guerre Univerelle (1917)
- La columna a los próceres del 9 de octubre (1917)
- Almacigal, crónicas (1918)
- Biografía de Clemente Ballén (1916)
- Resumen biográfico (1939) 142 pp.

### Ediciones de su obra
- Obras Dramáticas (cinco volúmenes, 1927–1931)
- Himnos, Votos y Homenajes (1937), 293 pp.
- Teatro Completo (1937)